# Seznam písní nahraných skupinou The Rolling Stones
The Rolling Stones jsou anglická rocková skupina založená v roce 1962. Do roku 2016 vydali 25 studiových alb a nahráli 422 písní. Původní sestavu tvořili zpěvák Mick Jagger, kytarista Keith Richards, multiinstrumentalista Brian Jones, baskytarista Bill Wyman, bubeník Charlie Watts a pianista Ian Stewart. Stewart byl v roce 1963 ze sestavy odejit, přesto nadále se skupinou spolupracoval jako road manager a příležitostný hráč na klávesové nástroje. Po Jonesově smrti v roce 1969 do skupiny přišel kytarista Mick Taylor, ten ve skupině setrval až do roku 1974, kdy skupinu opustil jako nedoceněný autor hudby. Nahradil ho bývalý kytarista Faces Ronnie Wood. Skupina byla uvedena do Rock and Roll Hall of Fame v roce 1989. Skupina je stále aktivní v psaní nových písní a produkcí nových alb.

## Písně
| Název                                     | Rok nahrávání | Rok vydání | Původní vydání                                                                              | Autor                                                  | Hlavní vokál         |
| ----------------------------------------- | ------------- | ---------- | ------------------------------------------------------------------------------------------- | ------------------------------------------------------ | -------------------- |
| "19th Nervous Breakdown"                  | 1965          | 1966       | Big Hits (High Tide and Green Grass)                                                        | Jagger/Richards                                        | Jagger               |
| "100 Years Ago"                           | 1972          | 1973       | Goats Head Soup                                                                             | Jagger/Richards                                        | Jagger               |
| "2000 Light Years from Home"              | 1967          | 1967       | Their Satanic Majesties Request                                                             | Jagger/Richards                                        | Jagger               |
| "2000 Man"                                | 1967          | 1967       | Their Satanic Majesties Request                                                             | Jagger/Richards                                        | Jagger               |
| "2120 South Michigan Avenue"              | 1964          | 1964       | Five by Five (EP) (UK) · 12 X 5 (US)                                                        | Nanker Phelge                                          | instrumentální       |
| "Aftermath"                               | 1965          | –          | bootleg nahrávka/outtake                                                                    | Nanker Phelge                                          | Jagger               |
| "Ain't That Lovin' You, Baby" (živě)      | 1964          | 2017       | On Air                                                                                      | Jimmy Reed                                             | Jagger               |
| "Ain't Too Proud to Beg"                  | 1973          | 1974       | It's Only Rock 'n Roll                                                                      | Norman Whitfield/Eddie Holland                         | Jagger               |
| "All About You"                           | 1978          | 1980       | Emotional Rescue                                                                            | Jagger/Richards                                        | Richards             |
| "All Down the Line"                       | 1972          | 1972       | Exile on Main St.                                                                           | Jagger/Richards                                        | Jagger               |
| "All of Your Love"                        | 2015          | 2016       | Blue & Lonesome                                                                             | Magic Sam                                              | Jagger               |
| "All Sold Out"                            | 1966          | 1967       | Between the Buttons                                                                         | Jagger/Richards                                        | Jagger               |
| "All the Rage"                            | 1972          | 2020       | Goats Head Soup (reedice)                                                                   | Jagger/Richards                                        | Jagger               |
| "All the Way Down"                        | 1982          | 1983       | Undercover                                                                                  | Jagger/Richards                                        | Jagger               |
| "Almost Hear You Sigh"                    | 1989          | 1989       | Steel Wheels                                                                                | Jagger/Richards/Jordan                                 | Jagger               |
| "Already Over Me"                         | 1997          | 1997       | Bridges to Babylon                                                                          | Jagger/Richards                                        | Jagger               |
| "Always Suffering"                        | 1997          | 1997       | Bridges to Babylon                                                                          | Jagger/Richards                                        | Jagger               |
| "And Mr. Spector And Mr. Pitney Came Too" | 1964          | –          | bootleg nahrávka/outtake                                                                    | Nanker Phelge/Phil Spector                             | instrumentální       |
| "Andrew's Blues (Song for Andrew)"        | 1964          | –          | bootleg nahrávka/outtake                                                                    | Nanker Phelge                                          | Gene Pitney          |
| "Angie"                                   | 1972          | 1973       | Goats Head Soup                                                                             | Jagger/Richards                                        | Jagger               |
| "Anybody Seen My Baby?"                   | 1997          | 1997       | Bridges to Babylon                                                                          | Jagger/Richards/Lang/Mink                              | Jagger               |
| "Anyway You Look At It"                   | 1997          | 1997       | strana B "Saint of Me" · Rarities 1971–2003                                                 | Jagger/Richards                                        | Jagger               |
| "Around and Around"                       | 1964          | 1964       | Five by Five (EP) (UK) · 12 X 5 (US)                                                        | Chuck Berry                                            | Jagger               |
| "As Tears Go By"                          | 1965          | 1965       | Big Hits (High Tide and Green Grass) (UK) · December's Children (And Everybody's) (US)      | Jagger/Richards/Oldham                                 | Jagger               |
| "Baby Break It Down"                      | 1994          | 1994       | Voodoo Lounge                                                                               | Jagger/Richards                                        | Jagger               |
| "Back Of My Hand"                         | 2004          | 2005       | A Bigger Bang                                                                               | Jagger/Richards                                        | Jagger               |
| "Back Street Girl"                        | 1966          | 1967       | Between the Buttons (UK) · Flowers (US)                                                     | Jagger/Richards                                        | Jagger               |
| "Back to Zero"                            | 1985          | 1986       | Dirty Work                                                                                  | Jagger/Richards/Leavell                                | Jagger               |
| "Beast of Burden"                         | 1977          | 1978       | Some Girls                                                                                  | Jagger/Richards                                        | Jagger               |
| "Beautiful Delilah" (živě)                | 1964          | 2017       | On Air                                                                                      | Chuck Berry                                            | Jagger               |
| "Before They Make Me Run"                 | 1978          | 1978       | Some Girls                                                                                  | Jagger/Richards                                        | Richards             |
| "Biggest Mistake"                         | 2004          | 2005       | A Bigger Bang                                                                               | Jagger/Richards                                        | Jagger               |
| "Bitch"                                   | 1970          | 1971       | Sticky Fingers                                                                              | Jagger/Richards                                        | Jagger               |
| "Black Limousine"                         | 1980          | 1981       | Tattoo You                                                                                  | Jagger/Richards/Wood                                   | Jagger               |
| "Blinded by Love"                         | 1989          | 1989       | Steel Wheels                                                                                | Jagger/Richards                                        | Jagger               |
| "Blinded by Rainbows"                     | 1994          | 1994       | Voodoo Lounge                                                                               | Jagger/Richards                                        | Jagger               |
| "Blood Red Wine"                          | 1968          | –          | bootleg nahrávka/outtake                                                                    | Jagger/Richards                                        | Jagger               |
| "Blue and Lonesome"                       | 2015          | 2016       | Blue & Lonesome                                                                             | Memphis Slim                                           | Jagger               |
| "Blue Turns to Grey"                      | 1965          | 1965       | Stone Age (UK) · December's Children (And Everybody's) (US)                                 | Jagger/Richards                                        | Jagger               |
| "Brand New Car"                           | 1994          | 1994       | Voodoo Lounge                                                                               | Jagger/Richards                                        | Jagger               |
| "Break the Spell"                         | 1989          | 1989       | Steel Wheels                                                                                | Jagger/Richards                                        | Jagger               |
| "Bright Lights, Big City"                 | 1963          | 2012       | GRRR! (Super Deluxe)                                                                        | Jimmy Reed                                             | Jagger               |
| "Brown Sugar"                             | 1969          | 1971       | Sticky Fingers                                                                              | Jagger/Richards                                        | Jagger               |
| "Bye Bye Johnny"                          | 1963          | 2012       | The Rolling Stones (EP) (UK) · More Hot Rocks (Big Hits & Fazed Cookies) (US)               | Chuck Berry                                            | Jagger               |
| "Can I Get a Witness"                     | 1964          | 1964       | The Rolling Stones (UK) · England's Newest Hit Makers (US)                                  | Holland/Dozier/Holland                                 | Jagger               |
| "Can You Hear the Music"                  | 1973          | 1973       | Goats Head Soup                                                                             | Jagger/Richards                                        | Jagger               |
| "Can't Be Seen"                           | 1989          | 1989       | Steel Wheels                                                                                | Jagger/Richards                                        | Jagger               |
| "Can't You Hear Me Knocking"              | 1970          | 1971       | Sticky Fingers                                                                              | Jagger/Richards                                        | Jagger               |
| "Carol"                                   | 1964          | 1964       | The Rolling Stones (UK) · England's Newest Hit Makers (US)                                  | Chuck Berry                                            | Jagger               |
| "Casino Boogie"                           | 1971          | 1972       | Exile on Main St.                                                                           | Jagger/Richards                                        | Jagger               |
| "Champagne and Reefer" (živě)             | 2006          | 2008       | Shine a Light                                                                               | Muddy Waters                                           | Jagger/Buddy Guy     |
| "Cherry Oh Baby"                          | 1975          | 1976       | Black and Blue                                                                              | Eric Donaldson                                         | Jagger               |
| "Child of the Moon"                       | 1968          | 1968       | More Hot Rocks (Big Hits & Fazed Cookies)                                                   | Jagger/Richards                                        | Jagger               |
| "Citadel"                                 | 1967          | 1967       | Their Satanic Majesties Request                                                             | Jagger/Richards                                        | Jagger               |
| "Claudine"                                | 1978          | 2011       | Some Girls (reedice)                                                                        | Jagger/Richards                                        | Jagger               |
| "Come On"                                 | 1963          | 1963       | Big Hits (High Tide and Green Grass) (UK) · More Hot Rocks (Big Hits & Fazed Cookies) (US)  | Chuck Berry                                            | Jagger               |
| "Coming Down Again"                       | 1972          | 1973       | Goats Head Soup                                                                             | Jagger/Richards                                        | Richards             |
| "Commit a Crime"                          | 2015          | 2016       | Blue & Lonesome                                                                             | Howlin' Wolf                                           | Jagger               |
| "Complicated"                             | 1966          | 1967       | Between the Buttons                                                                         | Jagger/Richards                                        | Jagger               |
| "Confessin' the Blues"                    | 1964          | 1964       | Five by Five (EP) (UK) · 12 X 5 (US)                                                        | Jay McShann/Walter Brown                               | Jagger               |
| "Congratulations"                         | 1964          | 1964       | Singles Collection: The London Years (UK) · 12 X 5 (US)                                     | Jagger/Richards                                        | Jagger               |
| "Connection"                              | 1966          | 1967       | Between the Buttons                                                                         | Jagger/Richards                                        | Jagger/Richards      |
| "Continental Drift"                       | 1989          | 1989       | Steel Wheels                                                                                | Jagger/Richards                                        | Jagger               |
| "Cops and Robbers"                        | 1964          | 2012       | GRRR! (Super Deluxe)                                                                        | Kent Harris                                            | Jagger               |
| "Cook Cook Blues"                         | 1989          | 1989       | The Singles 1971–2006                                                                       | Jagger/Richards                                        | Jagger               |
| "Cool, Calm & Collected"                  | 1966          | 1967       | Between the Buttons                                                                         | Jagger/Richards                                        | Jagger               |
| "Corinna" (živě)                          | 1997          | 1998       | No Security                                                                                 | Taj Mahal/Jesse Ed Davis III                           | Jagger/Taj Mahal     |
| "Country Honk"                            | 1969          | 1969       | Let it Bleed                                                                                | Jagger/Richards                                        | Jagger               |
| "Crackin' Up" (živě)                      | 1977          | 1977       | Love You Live                                                                               | Bo Diddley                                             | Jagger               |
| "Crazy Mama"                              | 1975          | 1976       | Black and Blue                                                                              | Jagger/Richards                                        | Jagger               |
| "Criss Cross"                             | 1973          | 2020       | Goats Head Soup (reedice)                                                                   | Jagger/Richards/Taylor                                 | Jagger               |
| "Crushed Pearl"                           | 1985          | –          | bootleg nahrávka/outtake                                                                    | Jagger/Richards                                        | Jagger               |
| "Cry to Me"                               | 1965          | 1965       | Out of Our Heads                                                                            | Bert Berns                                             | Jagger               |
| "Dance (Pt. 1)"                           | 1979          | 1980       | Emotional Rescue                                                                            | Jagger/Richards/Wood                                   | Jagger               |
| "Dance Little Sister"                     | 1974          | 1974       | It's Only Rock 'n Roll                                                                      | Jagger/Richards                                        | Jagger               |
| "Dancing in the Light"                    | 1972          | 2010       | Exile on Main St. (reedice)                                                                 | Jagger/Richards                                        | Jagger               |
| "Dancing with Mr. D"                      | 1972          | 1973       | Goats Head Soup                                                                             | Jagger/Richards                                        | Jagger               |
| "Dandelion"                               | 1967          | 1967       | Through the Past, Darkly (Big Hits Vol. 2)                                                  | Jagger/Richards                                        | Jagger               |
| "Dead Flowers"                            | 1969          | 1971       | Sticky Fingers                                                                              | Jagger/Richards                                        | Jagger               |
| "Dear Doctor"                             | 1968          | 1968       | Beggars Banquet                                                                             | Jagger/Richards                                        | Jagger               |
| "Diddley Daddy"                           | 1963          | 2012       | GRRR! (Super Deluxe)                                                                        | Bo Diddley/Harvey Fuqua                                | Jagger               |
| "Dirty Work"                              | 1985          | 1986       | Dirty Work                                                                                  | Jagger/Richards/Wood                                   | Jagger               |
| "Do You Think I Really Care?"             | 1977          | 2011       | Some Girls (reedice)                                                                        | Jagger/Richards                                        | Jagger               |
| "Doncha Bother Me"                        | 1965          | 1966       | Aftermath                                                                                   | Jagger/Richards                                        | Jagger               |
| "Don't Be a Stranger"                     | 1978          | 2011       | Some Girls (reedice)                                                                        | Jagger/Richards                                        | Jagger               |
| "Don't Stop"                              | 2002          | 2002       | Forty Licks                                                                                 | Jagger/Richards                                        | Jagger               |
| "Don't You Lie to Me"                     | 1964          | 1975       | Metamorphosis                                                                               | Tampa Red                                              | Jagger               |
| "Doo Doo Doo Doo Doo (Heartbreaker)"      | 1972          | 1973       | Goats Head Soup                                                                             | Jagger/Richards                                        | Jagger               |
| "Doom and Gloom"                          | 2012          | 2012       | GRRR!                                                                                       | Jagger/Richards                                        | Jagger               |
| "Down Home Girl"                          | 1964          | 1965       | The Rolling Stones No. 2 (UK) · The Rolling Stones, Now! (US)                               | Jerry Leiber/Artie Butler                              | Jagger               |
| "Down in the Bottom" (živě)               | 1995          | 2016       | Totally Stripped                                                                            | Willie Dixon                                           | Jagger               |
| "Down in the Hole"                        | 1979          | 1980       | Emotional Rescue                                                                            | Jagger/Richards                                        | Jagger               |
| "Down the Road a Piece"                   | 1964          | 1965       | The Rolling Stones No. 2 (UK) · The Rolling Stones, Now! (US)                               | Don Raye                                               | Jagger               |
| "Downtown Suzie"                          | 1968          | 1975       | Metamorphosis                                                                               | Bill Wyman                                             | Jagger               |
| "Drift Away"                              | 1973          | 2021       | Tattoo You (reedice)                                                                        | Mentor Williams                                        | Jagger               |
| "Driving Too Fast"                        | 2005          | 2005       | A Bigger Bang                                                                               | Jagger/Richards                                        | Jagger               |
| "Each and Everyday of the Year"           | 1964          | 1975       | Metamorphosis                                                                               | Jagger/Richards                                        | Jagger               |
| "Emotional Rescue"                        | 1979          | 1980       | Emotional Rescue                                                                            | Jagger/Richards                                        | Jagger               |
| "Empty Heart"                             | 1964          | 1964       | Five by Five (EP) (UK) · 12 X 5 (US)                                                        | Nanker Phelge                                          | Jagger               |
| "Everybody Knows About My Good Thing"     | 2015          | 2016       | Blue & Lonesome                                                                             | Miles Grayson/Lermon Horton                            | Jagger               |
| "Everybody Needs Somebody to Love"        | 1964          | 1965       | The Rolling Stones No. 2 (UK) · The Rolling Stones, Now! (US)                               | Jerry Wexler/Bert Berns/Solomon Burke                  | Jagger               |
| "Everything is Turning to Gold"           | 1978          | 1981       | Sucking in the Seventies                                                                    | Jagger/Richards/Wood                                   | Jagger               |
| "Exile on Main Street Blues"              | 1972          | 1972       | propagačí nahrávka                                                                          | Jagger/Richards                                        | Jagger               |
| "Factory Girl"                            | 1968          | 1968       | Beggars Banquet                                                                             | Jagger/Richards                                        | Jagger               |
| "Family"                                  | 1968          | 1975       | Metamorphosis                                                                               | Jagger/Richards                                        | Jagger               |
| "Fancyman Blues"                          | 1989          | 1989       | strana B "Mixed Emotions" · The Singles 1971–2006                                           | Jagger/Richards                                        | Jagger               |
| "Fannie Mae" (živě)                       | 1965          | 2017       | On Air                                                                                      | Buster Brown/Clarence L. Lewis/Bobby Robinson          | Jagger               |
| "Far Away Eyes"                           | 1977          | 1978       | Some Girls (reedice)                                                                        | Jagger/Richards                                        | Jagger               |
| "Feel On Baby"                            | 1983          | 1983       | Undercover                                                                                  | Jagger/Richards                                        | Jagger               |
| "Fight"                                   | 1985          | 1986       | Dirty Work                                                                                  | Jagger/Richards/Wood                                   | Jagger               |
| "Fiji Gin"                                | 1978          | 2021       | Tattoo You (reedice)                                                                        | Jagger/Richards                                        | Jagger               |
| "Fingerprint File"                        | 1974          | 1974       | It's Only Rock 'n Roll                                                                      | Jagger/Richards                                        | Jagger               |
| "Flight 505"                              | 1965          | 1966       | Aftermath                                                                                   | Jagger/Richards                                        | Jagger               |
| "Flip the Switch"                         | 1997          | 1997       | Bridges to Babylon                                                                          | Jagger/Richards                                        | Jagger               |
| "Following the River"                     | 1972          | 2010       | Exile on Main St. (reedice)                                                                 | Jagger/Richards                                        | Jagger               |
| "Fool to Cry"                             | 1975          | 1976       | Black and Blue                                                                              | Jagger/Richards                                        | Jagger               |
| "Fortune Teller"                          | 1963          | 1966       | More Hot Rocks (Big Hits & Fazed Cookies) (UK) · Got Live If You Want It! (US)              | Allen Toussaint (pod pseudonymem Naomi Neville)        | Jagger               |
| "Get Off of My Cloud"                     | 1965          | 1965       | More Hot Rocks (Big Hits & Fazed Cookies) (UK) · December's Children (And Everybody's) (US) | Jagger/Richards                                        | Jagger               |
| "Get Up, Stand Up" (živě)                 | 2005          | 2012       | Light the Fuse                                                                              | Bob Marley/Peter Tosh                                  | Jagger               |
| "Gimme Shelter"                           | 1969          | 1969       | Let it Bleed                                                                                | Jagger/Richards                                        | Jagger/Merry Clayton |
| "Godzi"                                   | 1965          | –          | bootleg nahrávka/outtake                                                                    | Nanker Phelge                                          | Jagger               |
| "Goin' Home"                              | 1965          | 1966       | Aftermath                                                                                   | Jagger/Richards                                        | Jagger               |
| "Going to a Go-Go" (živě)                 | 1981          | 1982       | Still Life                                                                                  | Smokey Robinson/Pete Moore/Bobby Rogers/Marvin Tarplin | Jagger               |
| "Gomper"                                  | 1967          | 1967       | Their Satanic Majesties Request                                                             | Jagger/Richards                                        | Jagger               |
| "Good Time Woman"                         | 1970          | 2010       | Exile on Main St. (reedice)                                                                 | Jagger/Richards                                        | Jagger               |
| "Good Times, Bad Times"                   | 1964          | 1964       | Singles Collection: The London Years (UK) · 12 X 5 (US)                                     | Jagger/Richards                                        | Jagger               |
| "Goodbye Girl"                            | 1964          | –          | bootleg nahrávka/outtake                                                                    | Wyman                                                  | Jagger               |
| "Gotta Get Away"                          | 1965          | 1965       | Out of Our Heads (UK) · December's Children (And Everybody's) (US)                          | Jagger/Richards                                        | Jagger               |
| "Grown Up Wrong"                          | 1964          | 1964       | The Rolling Stones No. 2 (UK) · 12 X 5 (US)                                                 | Jagger/Richards                                        | Jagger               |
| "Gunface"                                 | 1997          | 1997       | Bridges to Babylon                                                                          | Jagger/Richards                                        | Jagger               |